# Centre de formation de l'Olympique de Marseille
Le centre de formation de l'Olympique de Marseille est un centre de formation de football. Il a pour but de former les jeunes joueurs de Olympique de Marseille, club de football professionnel situé à Marseille en Provence-Alpes-Côte d’Azur, en leur fournissant une structure d'hébergement, un accompagnement scolaire, et un programme de formation sportive.
Situé au Centre d'entraînement Robert-Louis-Dreyfus dans le 12e arrondissement de Marseille, le centre de formation de l'OM fait partie des 16 centres de formation français, homologués de catégorie 1 classe A et des 37 centres agréés par la FFF. Au classement des centres de formation établi par la DTN, le centre de formation est classé en 16e position en 2019.
Les jeunes joueurs du centre de formation de l'OM sont appelés les « minots », terme de l'argot marseillais désignant un enfant.

## Historique

### Les débuts
Le centre de formation de l'Olympique de Marseille est créé en 1973. Cependant on retrouve des traces des équipes de jeunes de l'Olympique de Marseille bien avant la création de la structure en tant que tel; ces équipes représentaient les couleurs de l'OM mais les joueurs ne disposaient pas des installations et de l'organisation d'un centre de formation classique et ainsi le centre n'avait d'entité propre et était donc fondu dans l'entité du club ce qui n'a pas empêché le club de s'en servir pour développer l'équipe première. À la création du centre les jeunes Olympiens sont alors hébergé sur le Cours Lieutaud dans le 1er arrondissement de Marseille et s'entraîne au stade de l'Huveaune. Seuls dix pensionnaires bénéficient alors de l'internat, les autres devant loger au sein de leur famille à Marseille. En 1981, le centre de formation déménage sur le boulevard Michelet et voit sa capacité d'hébergement gonflée jusqu'à quinze personnes. Les « minots » continuent alors de s'entraîner au stade de l'Huveaune, enceinte historique des débuts du club marseillais dans la première moitié du XXe siècle.

### Un nouvel élan
Mais le nouveau déménagement du centre de formation marseillais vers le Centre d'entraînement Robert-Louis-Dreyfus où un bâtiment vient d'être fraîchement construit à cet effet, entraînera la démolition de celui-ci en 1998. Les jeunes pousses phocéennes vont alors s'entraîner sur les terrains de La Commanderie affectés à la formation à côté de ceux des professionnels. En 2011, la construction d'un bâtiment de 1 900 m2 permet au centre d'accueillir l'ensemble de ses jeunes pensionnaires, dont le nombre peut aller jusqu'à 48. Le rachat du club par Frank McCourt et la nomination d'Andoni Zubizarreta au poste de directeur français chargé de restructurer l'organisation du centre de formation donne un nouvel élan à la politique de formation du club. La SASP OM récupère la gestion du centre de formation à partir de la catégorie U12 au détriment de l'association OM, ce qui permet au club d'organiser à sa guise la formation. En plus de la nomination de certains nouveaux éducateurs ou encore de Sébastien Pérez à la cellule de recrutement des jeunes, le club a lancé un vaste programme visant à relier la formation olympienne aux différents clubs de la région marseillaise, baptisé « OM Next Génération ». Ce programme signé avec 22 clubs partenaires (dont l'USM Endoume le FC Martigues ou Marignane Gignac pour les plus illustres), depuis décembre 2016, prévoit une aide annuelle de 5 000 euros, des formations d'éducateurs, un échange continu entre les structures ou encore la participation à un plateau annuel entre les clubs partenaires au Stade Vélodrome. En échange l'OM espère pouvoir attirer les meilleurs talents marseillais et provençaux qui jusqu'alors lui échappaient en majorité. Cette nouvelle dynamique s'est vue récompenser par certains bons résultats comme une finale de Coupe Gambardella en 2016-2017 ou une deuxième place de leur poule pour les U17 Nationaux en 2018-2019. Cela s'est accompagné d'une remontée au classement des centres de formation pour atteindre la 16e place à la fin de la saison 2018-2019. Cependant les résultats restent contrastés puisque l'équipe U19 Nationaux a été relégué à la fin de la saison 2018-2019 du championnat de France U19 en catégorie U18 R1. À l'été 2019, la direction réalise de larges bouleversements dans la direction du centre de formation avec la nomination de Nasser Larguet à la tête du centre en lieu et place de Jean-Luc Cassini ou encore de Philippe Anziani aux commandes de l'équipe réserve pour remplacer David Le Frapper.

### Les faits d'armes
Dans l'histoire du centre de formation de l'OM, certaines épopées ont fait date. En premier lieu la fameuse épopée des minots de 1979 à 1984. En 1979, l'OM voit ses minots remporter la Coupe Gambardella pour la première fois de leur histoire. La saison suivante, le club est relégué en Division 2 et en grande difficulté économique il décide en avril 1981 de licencier la quasi-totalité de son effectif professionnel et de confier les rênes d'une équipe composé exclusivement de joueurs formés au club, dont deux professionnels, Christian Caminiti et Michel Castellani, et une majorité de vainqueurs de la Gambardella deux ans auparavant, à Jean Robin et Roland Gransart. Loin de faire tache au deuxième échelon national, cette équipe enchaine les bonnes performances et manquent de peu la montée lors de la saison 1981-1982, remplissant le Vélodrome contre toute attente. Rebelote l'année suivante mais la troisième saison des « minots » sera la bonne et, renforcés de quelques recrues, ils parviennent à décrocher la montée au printemps 1984 permettant au club de retrouver un niveau plus conforme à son standing et marquant par cette remontée la fin de l'épopée des « minots » qui restera dans la légende du club.
45 ans après leur dernier titre, les Marseillais remportent la Coupe Gambardella 2023-2024.

## Palmarès et distinctions

### Palmarès
Ce tableau récapitule l'ensemble du palmarès de l'équipe réserve et des sections jeunes de l'Olympique de Marseille dont certains titres ont été acquis avant la création du centre de formation en tant que structure à part entière.
| Équipe réserve | Catégorie U19                                                                                 |
| - Championnat de France D3 - Champion : 1976 (g) - Championnat de France D4 (3) - Champion : 1958, 1962 (g), 1966, 1983 (g) et 2002 - Vice-champion : 1964 (g) et 1971 (g) - Championnat de France D5 (1) - Champion : 1951 et 2015 (g) - Vice-champion : 2001 (g) et 2013 (g) - Championnat de France D6 (1) - Champion : 2011 - Coupe de Provence (7) - Vainqueur : 1951, 1957, 1959, 1971, 1973, 1976 et 1991 - Finaliste : 1950 et 1972 - Championnat du Littoral USFSA, niveau II - Y participe mais sources manquantes pour établir un palmarès |                                                                                               |
| - NextGen Series / UEFA Youth League - Quatrième : 2012 - Coupe Gambardella (2) - Vainqueur : 1979 et 2024 - Finaliste : 1937, 2017 |                                                                                               |
| Catégorie U17 |                                                                                               |
| - Championnat de France U17 (2) - Vainqueur : 2008 et 2009 - Finaliste : 2011 - Coupe Rodolphe Pollack - Vainqueur : 1959,1983,2010, 2011, 2013 et 2015 |                                                                                               |
| Catégorie U15 |                                                                                               |
| - Championnat national des cadets (1) - Vainqueur : 1979 - Finaliste : 1976 - Championnat de la Ligue de Méditerranée U15 - Champion : 2014 - Coupe Max Crémieux - Vainqueur : 1957, 2010 et 2014 - Finaliste : 2011 |                                                                                               |
| Équipe C | Catégorie U13                                                                                 |
| - Championnat du Littoral USFSA, niveau III - Champion : 1910 | - Coupe Louis Crouzet - Vainqueur : 2010 et 2014 - Finaliste : 1959 et 2011                   |
| Équipe D | Catégorie U7                                                                                  |
| - Championnat du Littoral USFSA, niveau IV - Champion : 1910 | - Coupe nationale des poussins (4) - Vainqueur : 1987, 1991, 1995 et 1996. - Finaliste : 1992 |

- (1) : Le palmarès complet de la compétition est connu et le nombre de trophée est exact. Sans symbole, il est possible de concevoir que des trophées puissent manquer.
- (g) : Les championnats dans lesquels a évolué l'équipe réserve sont généralement composés de plusieurs groupes puis les 1er de ces groupes s'affrontent pour déterminer le vainqueur du championnat. Avec ce symbole, l'OM est uniquement champion de son groupe puis a perdu contre les autres champions. Sans ce symbole, l'OM est champion de son groupe puis a gagné contre les autres champions.

### Trophée du meilleur jeune du centre de formation de la saison
- 2016-2017 : Boubacar Kamara
- 2017-2018 : Lucas Perrin[26]
- 2018-2019 : Alexandre Phliponeau[27]
- 2019-2020: non-décerné pour raisons sanitaires

## Structures

### Équipements sportifs et scolaires
Au sein du Centre d'entraînement Robert-Louis-Dreyfus le centre de formation bénéficie d'un bâtiment administratif comprenant les bureaux des cinq responsables du centre de formation dont celui du directeur Jean-Luc Cassini, d'un internat d'une capacité maximale de 48 personnes réparties sur 36 chambres (24 simples et 14 doubles), de onze salles de cours pour les élèves suivant leur formation au sein de la structure (les élèves des filières générales vont en cours au Lycée Nelson Mandela jusqu'en terminale, année durant laquelle tous les membres du centre bénéficient de cours au sein de la structure), d'une salle télé et surtout d'un terrain synthétique entièrement destiné à la formation et de quatre vestiaires spécifiques pour les différentes équipes du centre. Depuis le 14 octobre 2018, une partie des entraînements et l'ensemble des matchs à domicile se dispute à l'OM Campus, complexe sportif rénové par la direction du club afin d'offrir de meilleures conditions de jeu aux jeunes du centre de formation et aux féminines. Jusqu'ici les rencontres se disputaient sur plusieurs terrains selon les compétitions: le stade Marcel Cerdan à Carnoux-en-Provence pour la CFA, le stade Roger Lebert dans le 9e arrondissement de Marseille pour les U19 Nationaux et U17 Nationaux, le stade de La Fourragère…

### Organigramme
Direction :
- Directeur du centre de formation :  Lassad Hasni

| Équipe            | Entraîneur         | Adjoint          |
| ----------------- | ------------------ | ---------------- |
| Équipe National 3 | Jean-Pierre Papin  | Efrain Miranda   |
| Équipe U19        | Christian Bracconi | Eduardo Moyano   |
| Équipe U17        | Patrick Hesse      | David Recouvreur |
| Équipe U15        | Ahmed Nouri        | Philippe Anziani |
| Équipe U14        | Thierry Rodriguez  | Akim El Jouini   |

Autres responsabilités :
- Responsable du programme OM Next Generation :  Frank Borelli
- Responsable de la cellule médicale :  Joël Coste
- Préparateur physique :  Gilles Marambaud

## Personnalités

### Directeurs du centre
Le tableau ci-dessous énumère les différents directeurs du centre de formation qui se sont succédé à l'Olympique de Marseille,,,,.
| Période                       | Nom              |
| ----------------------------- | ---------------- |
| juillet 1981 - juillet 1988   | Gérard Gili      |
| décembre 1992 - décembre 1994 | Henri Stambouli  |
| juillet 1995 - décembre 2001  | Georges Prost    |
| juillet 2005 - juillet 2010   | Roland Gransart  |
| juillet 2010 - juillet 2013   | Henri Stambouli  |
| juillet 2013 - juillet 2016   | Thomas Fernandez |
| juillet 2016 - juillet 2019   | Jean-Luc Cassini |
| juillet 2019 - avril 2022     | Nasser Larguet   |
| juillet 2022 - décembre 2024  | Yann Daniélou    |
| décembre 2024 -               | Lassad Hasni     |

### Effectifs actuels du centre de formation

#### Joueurs présents dans l'effectif professionnel
Pour la saison 2025-2026, l'Olympique de Marseille compte plusieurs joueurs de son effectif professionnel formé au sein de son centre de formation :
| Poste | Nom                | Apparitions | Période     |
| ----- | ------------------ | ----------- | ----------- |
| D     | Yakine Saïd M'Madi | 0           | depuis 2022 |
| M     | Darryl Bakola      | 3           | depuis 2024 |
| M     | Yanis Sellami      | 0           | depuis 2024 |
| M     | Raimane Daou       | 2           | depuis 2024 |
| M     | Tadjidine Mmadi    | 0           | depuis 2025 |
| A     | Keyliane Abdallah  | 2           | depuis 2025 |
| A     | Alexandre Tunkadi  | 0           | depuis 2025 |

### Partenariats
Dès 2017, à l'initiative de Jacques-Henri Eyraud, l'Olympique de Marseille conclut de nombreux partenariats avec les clubs amateurs du bassin marseillais. Sous la responsabilité de Frank Borrelli, l'OM met en place un partenariat nommé OM Next Generation avec une dizaine de clubs à l'image de l'AS Gémenos, de l'ASPTT Marseille, du FC Martigues, de l'Aubagne FC, du SMUC, du SC Air-Bel ou encore du SO Caillols. Ces accords prévoient notamment une dotation de l'ordre de 5 000 euros par saison pour chacun des clubs affiliés mais aussi la formation des éducateurs financée par l'Olympique de Marseille. En contrepartie, les clubs partenaires s'engagent à signaler au club marseillais leurs meilleurs éléments et à favoriser leur arrivée au centre de formation de l'OM.
En décembre 2019, l'Olympique de Marseille noue un partenariat avec l'académie du Diambars Football Club au Sénégal. À l'instar du partenariat entre le FC Metz et Génération Foot, cet accord permet au club marseillais d'être prioritaire concernant le recrutement de deux joueurs du centre de formation de Diambars par saison. De son côté, l’OM apporte un soutien technique au club sénégalais avec l’envoi d’éducateurs olympiens dans le cadre d’échanges. Le premier joueur à bénéficier de cet accord est l'attaquant sénégalais Bamba Dieng qui intègre l'équipe réserve de l'Olympique de Marseille en octobre 2020.

### Joueurs passés par le centre de formation marseillais
Ces tableaux reprennent les joueurs étant passé par le centre de formation de l'OM, que ce soit dans leur jeunesse ou alors en ayant par la suite percé au sein de l'effectif professionnel. 
| Nom                  | Poste     | Date de naissance | Lieu de naissance | Nationalité sportive | Sélection        | Période au club | Club actuel           | Division   |
| -------------------- | --------- | ----------------- | ----------------- | -------------------- | ---------------- | --------------- | --------------------- | ---------- |
| Laurent Abergel      | Milieu    | 1er février 1993  | Marseille         | France               | -                | 1998-2015       | FC Lorient            | Ligue 1    |
| Lucas Perrin         | Défenseur | 19 novembre 1998  | Marseille         | France               | France -16 ans   | 2004-2021       | RC Strasbourg         | Ligue 1    |
| Isaac Lihadji        | Attaquant | 10 avril 2002     | Marseille         | France               | France Espoirs   | 2014-2020       | LOSC Lille            | Ligue 1    |
| Florian Chabrolle    | Milieu    | 7 avril 1998      | Montmorency       | France               | France -18 ans   | 2014-2021       | AC Ajaccio            | Ligue 1    |
| Mohamed Ben Fredj    | Attaquant | 9 mai 2000        | Toulon            | Tunisie              | -                | 2017-2020       | AJ Auxerre            | Ligue 1    |
| Abdel Medioub        | Défenseur | 28 août 1997      | Marseille         | Algérie              | Algérie          | 2014-2015       | Girondins de Bordeaux | Ligue 2    |
| Niels Nkounkou       | Défenseur | 1er novembre 2000 | Pontoise          | France               | France Olympique | 2017-2020       | Saint-Étienne         | Ligue 2    |
| Achille Anani        | Attaquant | 27 décembre 1994  | Aboisso-Comoé     | Côte d'Ivoire        | -                | 2010-2014       | Grenoble              | Ligue 2    |
| Bilal Boutobba       | Milieu    | 29 août 1998      | Marseille         | France               | France -20 ans   | 2007-2016       | Chamois Niortais      | Ligue 2    |
| Brahima Doukansy     | Milieu    | 21 août 1999      | Paris             | France               | -                | 2016-2018       | Chamois Niortais      | Ligue 2    |
| Samuel Renel         | Milieu    | 3 novembre 2001   | Fort-de-France    | France               | -                | 2015-2019       | Chamois Niortais      | Ligue 2    |
| Mehdi Baaloudj       | Attaquant | 2 février 2001    | Melun             | Algérie              | Algérie -20 ans  | 2018-2020       | EA Guingamp           | Ligue 2    |
| Florian Escales      | Gardien   | 3 février 1996    | Aix-en-Provence   | France               | France Espoirs   | 2004-2019       | FC Annecy             | Ligue 2    |
| Alexandre Phliponeau | Milieu    | 26 janvier 2000   | Marseille         | France               | France -19 ans   | 2011-2021       | FC Annecy             | Ligue 2    |
| Bryan Goncalves      | Défenseur | 19 juillet 1996   | Maisons-Laffitte  | France               | -                | 2018            | Stade lavallois       | Ligue 2    |
| Alex Marchadier      | Défenseur | 26 septembre 1998 | Clermont-Ferrand  | France               | -                | 2015-2016       | Le Puy Foot           | National   |
| Robin Taillan        | Défenseur | 27 mai 1992       | Béziers           | France               | -                | 2014-2015       | Sedan                 | National   |
| Nassim Ahmed         | Milieu    | 9 octobre 2000    | Marseille         | France               | -                | 2013-2021       | FC Sète               | National   |
| Ali Yirango          | Gardien   | 4 janvier 1994    | Bamako            | Mali                 | Mali             | 2013-2014       | FC Versailles         | National   |
| Romain Cagnon        | Gardien   | 12 mai 1997       | Angers            | France               | France -18 ans   | 2017-2019       | Créteil Lusitanos     | National 2 |
| Richecard Richard    | Défenseur | 18 mars 2002      | Clichy-la-Garenne | France               | France -17 ans   | 2017-2021       | Créteil Lusitanos     | National 2 |
| Clément Goguey       | Milieu    | 26 novembre 1997  | Marseille         | France               | -                | 2012-2017       | Aubagne FC            | National 2 |
| Ismaïl Haddou        | Attaquant | 15 février 1996   | Béni Saf          | Algérie              | -                | 2017-2018       | SC Toulon             | National 2 |
| Oumar Diop           | Attaquant | 23 juin 1994      | Yaoundé           | Cameroun             | -                | 2010-2014       | SC Toulon             | National 2 |
| Cédric Mensah        | Gardien   | 6 mars 1989       | Marseille         | Togo                 | Togo             | 2010-2013       | Jura Sud              | National 2 |
| Housseine Zakouani   | Milieu    | 30 avril 1998     | Marseille         | Comores              | Comores          | 2013-2018       | Jura Sud              | National 2 |

| Nom                        | Poste     | Date de naissance | Lieu de naissance | Nationalité sportive | Sélection                  | Période au club | Club actuel       | Pays                 |
| -------------------------- | --------- | ----------------- | ----------------- | -------------------- | -------------------------- | --------------- | ----------------- | -------------------- |
| Jordan Ayew                | Attaquant | 11 septembre 1991 | Marseille         | Ghana                | Ghana                      | 2008-2014       | Crystal Palace    | Premier League       |
| Edouard Mendy              | Gardien   | 1er mars 1992     | Montivilliers     | Sénégal              | Sénégal                    | 2015-2016       | Chelsea           | Premier League       |
| Omar Rekik                 | Défenseur | 20 décembre 2001  | Helmond           | Tunisie              | Tunisie                    | 2015-2017       | Arsenal           | Premier League       |
| Mohamed Simakan            | Défenseur | 3 mai 2000        | Marseille         | France               | France -20 ans             | 2011-2015       | RB Leipzig        | Bundesliga           |
| André-Frank Zambo Anguissa | Milieu    | 16 novembre 1995  | Yaoundé           | Cameroun             | Cameroun                   | 2015-2018       | SSC Napoli        | Serie A              |
| Maxime Lopez               | Milieu    | 4 décembre 1997   | Marseille         | France               | France Espoirs             | 2010-2020       | Sassuolo          | Serie A              |
| Marley Aké                 | Attaquant | 5 janvier 2001    | Béziers           | France               | France -19 ans             | 2018-2021       | Juventus          | Serie A              |
| Pierre-Yves Polomat        | Défenseur | 27 décembre 1993  | Fort-de-France    | Martinique           | Martinique                 | 2008-2010       | Gençlerbirliği SK | Süper Lig            |
| Yusuf Sari                 | Attaquant | 20 novembre 1998  | Martigues         | Turquie              | Turquie Espoirs            | 2015-2019       | Trabzonspor       | Süper Lig            |
| Zinédine Machach           | Milieu    | 5 janvier 1996    | Marseille         | France               | -                          | 2012-2014       | VVV Venlo         | Eredivisie           |
| Eddy Sylvestre             | Attaquant | 29 août 1999      | Aubagne           | France               | -                          | 2012-2017       | Standard de Liège | D1 Belge             |
| Abdallah Ali Mohamed       | Défenseur | 11 avril 1999     | Moroni            | Comores              | Comores                    | 2012-2020       | SV Zulte Waregem  | D1 Belge             |
| Léo Matos                  | Défenseur | 2 avril 1986      | Niterói           | Brésil               | Brésil -17 ans             | 2004-2005       | PAOK Salonique    | D1 Grecque           |
| Bill Tuiloma               | Milieu    | 27 mars 1995      | Otahuhu           | Nouvelle-Zélande     | Nouvelle-Zélande           | 2013-2017       | Portland Timbers  | MLS                  |
| Billel Omrani              | Attaquant | 2 juin 1993       | Forbach           | France               | France -19 ans             | 2011-2016       | CFR Cluj          | Liga 1               |
| Larry Azouni               | Milieu    | 23 avril 1994     | Marseille         | Tunisie              | Tunisie                    | 2006-2014       | Club Africain     | D1 Tunisienne        |
| Alef                       | Milieu    | 28 janvier 1995   | Nova Odessa       | Brésil               | Brésil -20 ans             | 2014-2015       | MOL Fehérvár      | D1 Hongroise         |
| Eirik Haugan               | Défenseur | 27 août 1997      | Molde             | Norvège              | Norvège -19 ans            | 2015-2017       | Östersunds FK     | D1 Suédoise          |
| Fodé Guirassy              | Attaquant | 6 janvier 1996    | Aix-en-Provence   | Guinée               | Guinée olympique           | 2011-2014       | Tcherno More      | D1 Bulgare           |
| Romain Alessandrini        | Attaquant | 3 avril 1989      | Marseille         | France               | -                          | 1999-2005       | Qingdao Huanghai  | D1 Chinoise          |
| Alexander N'Doumbou        | Milieu    | 4 janvier 1992    | Port-Gentil       | Gabon                | Gabon                      | 2009-2016       | Shanghai Shenhua  | D1 Chinoise          |
| Raïs M'Bolhi               | Gardien   | 25 avril 1986     | Paris             | Algérie              | Algérie                    | 2002-2006       | Ettifaq FC        | Saudi Premier League |
| Mehdi Benatia              | Défenseur | 17 avril 1987     | Courcouronnes     | Maroc                | Maroc                      | 2004-2008       | Al-Duhail SC      | D1 Qatarie           |
| Guy Gnabouyou              | Attaquant | 1er décembre 1989 | Marseille         | France               | France Espoirs             | 2008-2010       | Sabah FA          | D1 Malaisienne       |
| Gent Dinaj                 | Attaquant | 30 mars 1998      | Peć               | Kosovo               | Kosovo espoirs             | 2016-2018       | US Mondorf        | D1 Luxembourgeoise   |
| Vincenzo Callejon          | Attaquant | 19 février 2000   | Aubagne           | France               | -                          | 2017-2019       | Penya Encarnada   | D1 Andoranne         |
| Aymen Assou                | Milieu    | 27 mars 2000      | Badajoz           | France               | -                          | 2016-2019       | Fujaïrah SC       | D1 Émiratie          |
| André Ayew                 | Milieu    | 17 décembre 1989  | Seclin            | Ghana                | Ghana                      | 2007-2015       | Swansea           | Championship         |
| Wesley Jobello             | Attaquant | 23 janvier 1994   | Gennevilliers     | Martinique           | Martinique                 | 2012-2015       | Coventry City     | Championship         |
| Julien Dacosta             | Défenseur | 29 mai 1996       | Marseille         | France               | -                          | 2011-2017       | Coventry City     | Championship         |
| Stéphane Sparagna          | Défenseur | 17 février 1995   | Marseille         | France               | France Espoirs             | 2014-2017       | Vilafranquense    | D2 Portugaise        |
| Jules Mendy                | Défenseur | 14 novembre 1994  | Boutoupa          | Sénégal              | -                          | 2012-2014       | Vilafranquense    | D2 Portugaise        |
| Suan Besic                 | Gardien   | 9 avril 1998      | Corbeil-Essonnes  | Bosnie-Herzégovine   | Bosnie-Herzégovine Espoirs | 2016-2018       | Vilafranquense    | D2 Portugaise        |
| Baptiste Aloé              | Défenseur | 29 juin 1994      | La Ciotat         | France               | France Espoirs             | 2003-2017       | FC Arouca         | D2 Portugaise        |
| Rafidine Abdullah          | Milieu    | 15 janvier 1994   | Marseille         | Comores              | Comores                    | 2009-2013       | Stade Lausanne    | D2 Suisse            |
| Ayoub Ouhafsa              | Attaquant | 14 novembre 1997  | Millau            | France               | -                          | 2018-2019       | Xamax             | D2 Suisse            |
| Thomas Ephestion           | Milieu    | 9 juin 1995       | Sucy-en-Brie      | Martinique           | Martinique                 | 2013-2016       | KVC Westerlo      | D2 Belge             |
| Antoine Rabillard          | Attaquant | 22 septembre 1995 | Rodez             | France               | -                          | 2014-2017       | Go Ahead Eagles   | D2 Néerlandaise      |
| Ahmadou Dia                | Gardien   | 13 octobre 1999   | Lyon              | France               | -                          | 2017-2020       | FC Dordrecht      | D2 Néerlandaise      |
| Bradley Diallo             | Défenseur | 20 juillet 1990   | Marseille         | France               | -                          | 2008-2010       | FCU Craiova       | D2 Roumaine          |
| Sacha Marasovic            | Milieu    | 6 janvier 1998    | Paris             | Croatie              | Croatie -20 ans            | 2016-2019       | Inter Zapresic    | D2 Croate            |
| Wassim Aouachria           | Milieu    | 12 mai 2000       | Roubaix           | Algérie              | Algérie -18 ans            | 2014-2019       | Charlton AFC      | League One           |

| Nom                     | Poste     | Date de naissance | Lieu de naissance | Nationalité sportive | Sélection          | Période au club | Situation      | Club actuel ou dernier club |
| ----------------------- | --------- | ----------------- | ----------------- | -------------------- | ------------------ | --------------- | -------------- | --------------------------- |
| César Kaziewicz         | Défenseur | 8 avril 2002      | Aix-en-Provence   | France               | -                  | 2012-2018       | D4 Italienne   | US Folgore Caratese         |
| Marvin Kokos            | Attaquant | 12 octobre 2000   | Marseille         | France               | -                  | 2015-2017       | Libre          | Oldham Athletic             |
| Zacharie Iscaye         | Défenseur | 2 octobre 2000    | Pertuis           | France               | -                  | 2017-2020       | National 3     | FC Rousset SVO              |
| Jérémy Mizrahi          | Défenseur | 30 mai 2000       | Genève            | Suisse               | Suisse -18 ans     | 2017-2018       | National 3     | Thonon Évian FC             |
| Adel Santana Mendy      | Attaquant | 13 mai 2000       | Marseille         | France               | -                  | 2015-2018       | D5 Anglaise    | Eastbourne                  |
| Esteban Goncalves       | Attaquant | 20 octobre 1999   | Paris             | France               | France -17 ans     | 2016-2017       | Libre          | Châteauroux                 |
| Kevan Mezine            | Milieu    | 25 mai 1999       | Marseille         | France               | -                  | 2013-2019       | National 3     | FC Rousset SVO              |
| Malik Ousfane           | Défenseur | 1er février 1999  | Marseille         | Algérie              | Algérie -20 ans    | 2016-2019       | National 3     | Beaucaire                   |
| Raouf Mroivili          | Milieu    | 14 janvier 1999   | Marseille         | France               | France -19 ans     | 2014-2017       | Libre          | RFC Seraing                 |
| Jordan Ouedraogo        | Milieu    | 31 décembre 1997  | Marseille         | France               | -                  | 2014-2017       | D4 Italienne   | Aprilia Calcio              |
| Jérémie Porsan-Clémenté | Attaquant | 16 décembre 1997  | Schœlcher         | France               | France -20 ans     | 2011-2017       | Libre          | AS Saint-Étienne            |
| Deniz Erdogan           | Milieu    | 23 juillet 1997   | Digne-les-Bains   | France               | -                  | 2015-2017       | Libre          | Hyères FC                   |
| Mathis Fonovich         | Milieu    | 8 février 1997    | Draguignan        | France               | -                  | 2012-2016       | Libre          | Union Titus Pétange         |
| Brice Nlaté             | Défenseur | 8 octobre 1996    | Yaoundé           | Cameroun             | Cameroun           | 2014-2017       | National 3     | Athlético Marseille         |
| Franck Pépé Cécé        | Défenseur | 9 juillet 1996    | Clichy            | France               | France -16 ans     | 2014-2017       | Libre          | Livingston FC               |
| Michel Araai            | Milieu    | 29 avril 1996     | Marseille         | France               | France -19 ans     | 2012-2016       | Libre          | AC Ajaccio                  |
| Salimou Touré           | Défenseur | 6 avril 1996      | Saint-Nazaire     | Guinée               | Guinée olympique   | 2014-2016       | National 3     | Poiré-sur-Vie               |
| Gabriel Dubois          | Défenseur | 4 mars 1996       | Bamako            | France               | -                  | 2013-2017       | National 3     | Athlético Marseille         |
| Dylan Vivaldi           | Milieu    | 13 février 1996   | Aubagne           | France               | -                  | 2010-2014       | Libre          | AS Gémenosienne             |
| Alphousseyni Sané       | Défenseur | 17 janvier 1996   | Marseille         | France               | -                  | 2012-2017       | Libre          | SC Toulon                   |
| Ibrahima Sy             | Gardien   | 13 août 1995      | Dakar             | Sénégal              | Sénégal -20 ans    | 2011-2014       | Libre          | RC Lens                     |
| Gaël Andonian           | Défenseur | 7 mai 1995        | Marseille         | Arménie              | Arménie            | 2004-2018       | Libre          | Aubagne FC                  |
| Mouhammadou Samad       | Attaquant | 13 janvier 1995   | Yaoundé           | Cameroun             | Cameroun olympique | 2013-2017       | Libre          | US Le Pontet                |
| Abderrahmane Yousfi     | Attaquant | 30 juin 1994      | Oran              | Algérie              | -                  | 2012-2015       | Libre          | NA Hussein Dey              |
| Fouad M'Roudjaé         | Défenseur | 24 juin 1994      | Marseille         | Comores              | Comores            | 2012-2015       | Libre          | US Endoume                  |
| Jonathan Santiago       | Milieu    | 9 juin 1994       | Marseille         | France               | -                  | 2012-2016       | National 3     | FC Rousset SVO              |
| Momar Bangoura          | Milieu    | 24 février 1994   | Dakar             | France               | France -18 ans     | 2003-2015       | Libre          | Zirka                       |
| Julien Fabri            | Gardien   | 5 février 1994    | Marseille         | France               | France -20 ans     | 2005-2015       | Libre          | Châteauroux                 |
| Servan Tastan           | Milieu    | 20 mai 1993       | Marseille         | Turquie              | Turquie -20 ans    | 2006-2007       | D3 Turque      | Bugsas Spor                 |
| Kévin Pommier           | Défenseur | 25 janvier 1993   | Brignoles         | France               | -                  | 2013-2016       | National 3     | FC Rousset SVO              |
| Benjamin Lespérant      | Défenseur | 25 décembre 1992  | Marseille         | France               | -                  | 2014-2015       | Libre          | Marignane Gignac            |
| Yves Baraye             | Attaquant | 22 juin 1992      | Dakar             | Sénégal              | -                  | 2000-2009       | Libre          | Gil Vincente                |
| Najib Ammari            | Milieu    | 10 avril 1992     | Marseille         | Algérie              | Algérie -17 ans    | 2011-2013       | Libre          | Damac FC                    |
| Chris Gadi              | Milieu    | 9 avril 1992      | Ris Orangis       | France               | France -18 ans     | 2007-2013       | D2 Saoudienne  | Al Mojzel FC                |
| Senah Mango             | Défenseur | 13 décembre 1991  | Lomé              | Togo                 | Togo               | 2007-2014       | Libre          | UE Sant Julià               |
| Kevin Osei              | Milieu    | 26 avril 1991     | Marseille         | Ghana                | Ghana olympique    | 2009-2014       | D2 Malaisienne | UKM FC                      |
| Anthony Marin           | Défenseur | 21 septembre 1989 | Marseille         | France               | -                  | 2007-2012       | National 3     | US Endoume                  |
| Cédric D'Ulivo          | Défenseur | 29 août 1989      | Marseille         | France               | France -20 ans     | 2008-2012       | Libre          | FH Hafnarfjörður            |
| Abdelkader Kraichi      | Milieu    | 17 février 1989   | Nîmes             | France               | -                  | 2014-2016       | Libre          | Bourg-en-Bresse             |
| Pape M'Bow              | Défenseur | 22 mai 1988       | Guédiawaye        | Sénégal              | Sénégal olympique  | 2007-2013       | Libre          | Le Puy Foot                 |
| Fabrice Begeorgi        | Défenseur | 20 avril 1987     | Martigues         | France               | -                  | 2003-2010       | Régional 1     | ES Fos                      |
| Rahmane Barry           | Attaquant | 30 août 1986      | Dakar             | Sénégal              | Sénégal            | 2002-2007       | Régional 1     | US Montagnarde              |
| Fabrice Apruzesse       | Attaquant | 8 mai 1985        | Marseille         | France               | -                  | 2012-2016       | National 3     | US Endoume                  |
| Mathieu Flamini         | Milieu    | 7 mars 1984       | Marseille         | France               | France             | 2001-2004       | Libre          | Getafe CF                   |

| Nom                     | Poste     | Date de naissance | Lieu de naissance | Nationalité sportive | Sélection        | Période au club |
| ----------------------- | --------- | ----------------- | ----------------- | -------------------- | ---------------- | --------------- |
| Stefan Popescu          | Défenseur | 5 mai 1993        | Iași              | Roumanie             | Roumanie Espoirs | 2012-2013       |
| Garry Bocaly            | Défenseur | 19 avril 1988     | Schœlcher         | France               | France Espoirs   | 2005-2010       |
| Samir Nasri             | Milieu    | 26 juin 1987      | Marseille         | France               | France           | 2003-2008       |
| Jean-Philippe Sabo      | Défenseur | 26 février 1987   | Gouvieux          | France               | -                | 2002-2012       |
| Ahmed Yahiaoui          | Milieu    | 12 janvier 1987   | Marseille         | France               | France -18 ans   | 1994-2005       |
| Thomas Deruda           | Milieu    | 13 juillet 1986   | Marseille         | France               | -                | 2002-2009       |
| Fabien Camus            | Milieu    | 28 février 1985   | Arles             | Tunisie              | Tunisie          | 2002-2005       |
| Laurent Merlin          | Attaquant | 17 septembre 1984 | Marseille         | France               | France -19 ans   | 2000-2005       |
| David Amadou M'Bodji    | Attaquant | 13 juillet 1984   | Kaolack           | Sénégal              | Sénégal          | 2000-2002       |
| Jérémy Gavanon          | Gardien   | 20 septembre 1983 | Marseille         | France               | France Espoirs   | 2002-2006       |
| Alain Cantareil         | Défenseur | 15 août 1983      | Marseille         | France               | -                | 1999-2007       |
| Fabien Laurenti         | Défenseur | 6 janvier 1983    | Marseille         | France               | France Espoirs   | 1999-2004       |
| Karim Dahou             | Attaquant | 15 mai 1982       | Orange            | Maroc                | -                | 1999-2005       |
| Michel Gafour           | Milieu    | 25 mars 1982      | Toulon            | France               | -                | 1997-2003       |
| Emmanuel Corrèze        | Milieu    | 9 mars 1982       | Arles             | France               | -                | 1999-2003       |
| Jérôme Pérez            | Défenseur | 18 février 1982   | Avignon           | France               | -                | 1998-2003       |
| Cédric Carrasso         | Gardien   | 30 décembre 1981  | Avignon           | France               | France           | 1998-2008       |
| Guy Demel               | Milieu    | 13 juin 1981      | Orsay             | Côte d'Ivoire        | Côte d'Ivoire    | 1996-1998       |
| Sébastien Grégori       | Milieu    | 6 avril 1981      | Marseille         | France               | -                | 1998-2003       |
| Julián de Guzmán        | Milieu    | 25 mars 1981      | Toronto           | Canada               | Canada           | 1997-2000       |
| Benjamin Gavanon        | Milieu    | 9 août 1980       | Marseille         | France               | -                | 2000-2003       |
| Steeve Elana            | Gardien   | 11 juillet 1980   | Aubervilliers     | Martinique           | Martinique       | 1999-2001       |
| Loris Reina             | Défenseur | 10 juin 1980      | Marseille         | France               | -                | 1989-2003       |
| Seydou Keita            | Milieu    | 16 janvier 1980   | Bamako            | Mali                 | Mali             | 1997-2001       |
| Dramane Coulibaly       | Attaquant | 18 mars 1979      | Bamako            | Mali                 | Mali             | 1997-2001       |
| Lionel Cappone          | Gardien   | 8 février 1979    | Marignane         | France               | -                | 1995-1999       |
| Richard Martini         | Défenseur | 26 août 1978      | Marseille         | France               | -                | 1997-2001       |
| Jacques Abardonado      | Défenseur | 27 mai 1978       | Marseille         | France               | -                | 1998-2001       |
| Guillaume Deschamps     | Attaquant | 23 novembre 1978  | Marseille         | France               | -                | 1989-2000       |
| Martial Robin           | Défenseur | 27 août 1977      | Marseille         | France               | -                | 1992-1999       |
| Ludovic Asuar           | Milieu    | 27 octobre 1976   | Marseille         | France               | France Espoirs   | 1992-1998       |
| Dianbobo Baldé          | Défenseur | 5 octobre 1975    | Marseille         | Guinée               | Guinée           | 1995-1999       |
| Pierre Issa             | Défenseur | 11 septembre 1975 | Germiston         | Afrique du Sud       | Afrique du Sud   | 1995-2001       |
| Olivier Deso            | Défenseur | 2 septembre 1975  | Marseille         | France               | -                | 1985-1997       |
| Hamada Jambay           | Défenseur | 25 avril 1975     | Iconi             | Madagascar           | Madagascar       | 1988-1998       |
| Filipe Azevedo          | Attaquant | 21 janvier 1975   | Valence           | Portugal             | -                | 1987-1995       |
| Cyril Revillet          | Milieu    | 13 novembre 1974  | Aubagne           | France               | -                | 1990-1996       |
| Nicolas Usaï            | Défenseur | 1er mai 1974      | Marseille         | France               | -                | 1992-1995       |
| Jean-Christophe Marquet | Milieu    | 27 avril 1974     | Marseille         | France               | -                | 1980-1996       |
| David-Alexandre Dicanot | Défenseur | 23 septembre 1973 | Fort-de-France    | Martinique           | Martinique       | 1991-1994       |
| Olivier Echouafni       | Milieu    | 13 septembre 1972 | Menton            | France               | -                | 1993-1998       |
| Marc Libbra             | Attaquant | 5 août 1972       | Toulon            | France               | -                | 1988-1998       |
| Arthur Farh             | Attaquant | 12 juin 1972      | Monrovia          | Liberia              | Liberia          | 1990-1993       |
| Frédéric Tatarian       | Défenseur | 30 décembre 1970  | Marseille         | France               | -                | 1988-1996       |
| Alain Boghossian        | Milieu    | 27 octobre 1970   | Digne-les-Bains   | France               | France           | 1988-1994       |
| Guillaume Warmuz        | Gardien   | 22 mai 1970       | Saint-Vallier     | France               | France A'        | 1988-1990       |
| Moïse Régina            | Défenseur | 25 novembre 1969  | Basse-Terre       | France               | -                | 1986-1991       |
| Benoît Cauet            | Milieu    | 2 mai 1969        | Châtellerault     | France               | -                | 1985-1990       |
| Didier Santini          | Défenseur | 7 septembre 1968  | Marseille         | France               | -                | 1987-1989       |
| Patrice Eyraud          | Milieu    | 18 décembre 1967  | Toulon            | France               | -                | 1987-1992       |
| Jean-Claude Durand      | Milieu    | 26 novembre 1967  | Rognac            | France               | -                | 1984-1990       |
| Joël Cantona            | Milieu    | 26 octobre 1967   | Marseille         | France               | -                | 1982-1996       |
| Jean-Christophe Cano    | Défenseur | 10 octobre 1967   | Denain            | France               | -                | 1987-1993       |
| Christophe Galtier      | Défenseur | 23 août 1966      | Marseille         | France               | France Espoirs   | 1982-1997       |
| Michel Flos             | Milieu    | 24 juillet 1964   | Marseille         | France               | -                | 1972-1987       |
| Éric Terrones           | Défenseur | 6 novembre 1963   | Marseille         | France               | -                | 1971-1982       |
| Éric Di Meco            | Défenseur | 7 septembre 1963  | Avignon           | France               | France           | 1981-1994       |
| Thierry Chancel         | Défenseur | 31 août 1962      | Port-de-Bouc      | France               | -                | 1980-1986       |
| Serge Blum              | Défenseur | 19 août 1962      | Toulon            | France               | -                | 1980-1983       |
| Marc Pascal             | Attaquant | 5 mars 1962       | Skikda            | France               | -                | 1977-1985       |
| Marcel De Falco         | Attaquant | 6 janvier 1962    | Marseille         | France               | -                | 1979-1983       |
| François Lapinta        | Attaquant | 27 novembre 1961  | Marseille         | France               | -                | 1978-1982       |
| Jean-Yves Francini      | Milieu    | 10 août 1961      | Marseille         | France               | -                | 1972-1987       |
| Marc Lévy               | Gardien   | 7 août 1961       | Alger             | France               | -                | 1979-1986       |
| Jacques Lopez           | Défenseur | 27 avril 1961     | Marseille         | France               | -                | 1979-1985       |
| José Anigo              | Défenseur | 15 avril 1961     | Marseille         | France               | -                | 1978-1987       |
| Jean-Charles De Bono    | Milieu    | 12 août 1960      | Bab El Oued       | France               | -                | 1968-1985       |
| Jean-Jacques Garcia     | Milieu    | 27 juillet 1960   | Oran              | France               | -                | 1976-1983       |
| Michel Castellani       | Attaquant | 23 décembre 1959  | Marseille         | France               | -                | 1974-1982       |
| Christian Caminiti      | Défenseur | 18 septembre 1959 | Djibouti          | France               | -                | 1974-1984       |
| Gérard Bacconnier       | Défenseur | 17 janvier 1959   | Paris             | France               | France -20 ans   | 1976-1981       |
| Didier Billet           | Gardien   | 17 août 1958      | Fort-de-l'Eau     | France               | France -20 ans   | 1975-1979       |
| Roland Gransart         | Défenseur | 1er juillet 1954  | Marseille         | France               | -                | 1973-1981       |
| Rolland Courbis         | Défenseur | 12 août 1953      | Marseille         | France               | France A'        | 1966-1972       |
| Albert Emon             | Attaquant | 24 juin 1953      | Berre-l'Étang     | France               | France           | 1968-1977       |
| Gérard Gili             | Gardien   | 7 août 1952       | Marseille         | France               | -                | 1971-1983       |
| François Bracci         | Défenseur | 31 octobre 1951   | Beinheim          | France               | France           | 1968-1979       |
| Roger Scotti            | Milieu    | 29 juillet 1925   | Marseille         | France               | France           | 1942-1958       |
| Georges Dard            | Attaquant | 28 juin 1918      | Marseille         | France               | France           | 1930-1948       |